# Rivière Pequaquasoui
 (janvier 2023).
Si vous disposez d'ouvrages ou d'articles de référence ou si vous connaissez des sites web de qualité traitant du thème abordé ici, merci de compléter l'article en donnant les références utiles à sa vérifiabilité et en les liant à la section « Notes et références ».
La rivière Pequaquasoui est un affluent du Grand lac Bostonnais lequel est traversé vers le sud-ouest par la rivière Bostonnais. La rivière Pequaquasoui coule généralement vers le nord, en traversant les cantons de Lescarbot et de Rhodes, entièrement dans territoire de La Tuque, dans le territoire de la zec Kiskissink, en Mauricie, au Québec, au Canada.
L’activité économique du bassin versant de la rivière Pequaquasoui est la foresterie. La surface de la rivière est généralement gelée de la mi-décembre à la mi-mars. Le chemin de fer du Canadien National longe du côté est la partie intermédiaire de la rivière.

## Géographie
La rivière Pequaquasoui prend sa source au lacBaptiste (longueur : 3,2 km ; altitude : 435 m). Il est alimenté du côté sud-ouest par la décharge des lacs Bernier, Langevin et les Trois Lacs. Le chemin de fer du Canadien National longe à moins de 1,0 km la partie est du lac.
À partir de l’embouchure du lac Baptiste, la rivière Pequaquasoui coule sur 15,4 km, selon les segments suivants :
- 1,0 km vers le nord, jusqu’à la rive est du lac Étoile lequel est un plan d’eau difforme ;
- 1,1 km vers le nord-ouest en traversant le lac Étoile (altitude : 430 m) sur sa pleine longueur, et en recueillant les eaux de la décharge (venant du nord-est) du lac de la Charrue, jusqu’à l’embouchure du lac Étoile ;
- 4,6 km vers le nord-est, en recueillant les eaux de la décharge (venant du nord-ouest) du lac Beaudry, jusqu’à l’embouchure du lac aux Rats (altitude : 404 m) que le courant traverse sur 0,5 km ;
- 5,4 km vers le nord-est, jusqu’à la limite du canton de Rhodes ;
- 3,0 km vers l'ouest dans le canton de Rhodes, en formant une courbe vers le nord ;
- 0,3 km vers l'ouest, jusqu'à la confluence de la rivière[2].

La rivière Pequaquasoui se déverse au fond d’une petite baie dans la partie sud-est du Grand lac Bostonnais. Cette confluence est située à 10,5 km au sud-est de la route 155, à 65,6 km au nord-est du centre-ville de La Tuque et à  20,6 km au nord du centre du village de Lac-Édouard.
D’une longueur de 96 km, la rivière Bostonnais coule généralement vers le sud-ouest. Elle prend sa source de principaux plans d'eau, situés plus en altitude dans les montagnes au cœur de la Zec Kiskissink. En haute-Pequaquasoui, à partir du petit lac du Chalet, l'eau se déverse d'un lac à l'autre jusqu'à l'embouchure du Grand lac Bostonnais. La rivière Pequaquasoui se déverse sur la rive est de la rivière Saint-Maurice, du côté nord de la ville de La Tuque.

## Toponymie
Le toponyme rivière Pequaquasoui a été officialisé le 5 décembre 1968 à la Commission de toponymie du Québec.